# Тани, Рёко
Рёко Тани (яп. 谷 亮子 Тани Рё:ко, в девичестве — Рёко Тамура яп. 田村 亮子, род. 6 сентября 1975 года в г. Фукуока, Япония) — японская дзюдоистка, первая в истории дзюдо обладательница 5 олимпийских медалей (2 золота, 2 серебра и 1 бронза) и единственная 7-кратная чемпионка мира в истории женского дзюдо. С июля 2010 года — член верхней палаты парламента Японии от Демократической партии Японии.
Рост — 146 см. Выступала в наилегчайшей весовой категории до 48 кг.

## Биография
В Японии Рёко имеет прозвище «Явара-тян» по имени героини популярных японских комиксов о дзюдо (Yawara!). Рёко очень популярна в Японии. В частности, её имя получили персонажи файтинг-игр World Heroes 2 (Рёко Идзумо) и Fighter’s History (Рёко Кано).
В 2003 году Рёко вышла замуж за японского бейсболиста, вице-чемпиона Олимпиады-1996 Ёситомо Тани (род. 1973) и стала носить его фамилию. Через год на Олимпиаде в Афинах Рёко завоевала свою вторую золотую олимпийскую медаль, а её супруг выиграл бронзу в составе сборной Японии. У Рёко двое детей.
После того, как в финале Олимпиады-1996 в Атланте Рёко уступила юной северокорейской дзюдоистке Ке Сун Хи, что прервало победную серию японки из 84 схваток подряд, Рёко не знала поражений на крупнейших турнирах (Олимпиадах и чемпионатах мира) на протяжении 12 лет. Лишь на Олимпиаде-2008 в Пекине Рёко уступила в полуфинале румынке Алине Думитру. В схватке за бронзу Рёко победила россиянку Людмилу Богданову и завоевала свою пятую олимпийскую медаль, что не удавалось никому в истории олимпийского дзюдо. После окончания олимпийского турнира в Пекине Рёко заявила, что хочет выступить на Олимпиаде-2012 в Лондоне. В итоге всё же завершила карьеру и не стала претендовать на поездку в Лондон.
Среди достижений Рёко можно отметить не только то, что она чаще всех женщин в истории выигрывала чемпионаты мира (7 раз), но и долгое время являлась самой юной чемпионкой мира (как среди мужчин, так и женщин) — 18 лет и 1 месяц во время чемпионата мира в канадском Гамильтоне в 1993 году. Рёко перестала быть самой юной чемпионкой мира 20 сентября 2018 года, после того, как в возрасте 17 лет и 11 месяцев чемпионкой мира в Баку стала украинка Дарья Белодед.